# Chumul
Chumul es una hacienda y población del municipio de Izamal en el estado de Yucatán localizado en el sureste de México.

## Origen del nombre
El nombre (Chumul) proviene del idioma maya.

## Demografía
Según el censo de 2005 realizado por el INEGI, la población de la localidad era de 0 habitantes.
| 0                           | ? | ? | 0 |
| (Fuente: INEGI [Consultar]) |   |   |   |